# Chemical Warfare
Chemical Warfare es el séptimo álbum de estudio de la banda de rock estadounidense Escape the Fate, lanzado el 16 de abril de 2021. El álbum fue producido por el guitarrista principal de la banda, Kevin Gruft y John Feldmann, quien también produjo el segundo álbum de estudio de la banda, This War Is Ours y el cuarto álbum de estudio Ungrateful. El álbum recibió diversas reseñas. Es el último álbum con la participación del guitarrista Kevin Gruft.

## Lista de canciones
| N.º | Título                               | Duración |  |
| 1.  | «Lightning Strike»                   | 2:46     |  |
| 2.  | «Invincible» (con Lindsey Stirling)  | 3:52     |  |
| 3.  | «Unbreakable»                        | 3:02     |  |
| 4.  | «Chemical Warfare»                   | 3:14     |  |
| 5.  | «Erase You»                          | 2:28     |  |
| 6.  | «Not My Problem» (con Travis Barker) | 3:25     |  |
| 7.  | «Burn the Bridges»                   | 3:40     |  |
| 8.  | «Demons»                             | 2:54     |  |
| 9.  | «Hand Grenade»                       | 2:40     |  |
| 10. | «Ashes (Broken World)»               | 3:05     |  |
| 11. | «My Gravity»                         | 3:19     |  |
| 12. | «Walk On»                            | 3:34     |  |

Edición deluxe

| N.º | Título                                          | Duración |  |
| 13. | «Around the Sun» (con Brandon Saller de Atreyu) | 2:35     |  |
| 14. | «Shut Up and Listen»                            | 3:18     |  |
| 15. | «Over It»                                       | 3:30     |  |
| 16. | «Not My Problem» (Acústico)                     | 2:27     |  |
| 17. | «Invincible» (Acústico con Lindsey Stirling)    | 2:59     |  |

## Posicionamiento en listas
| Lista (2021)                  | Mejor posición |
| ----------------------------- | -------------- |
| Alemania (Offizielle Top 100) | 94             |

## Personal
Escape The Fate
- Craig Mabbitt - voz principal
- Kevin Gruft - guitarra líder, coros, bajo, teclados
- TJ Bell - guitarra rítmica, coros, bajo
- Robert Ortiz - batería, percusión, coros

Músicos adicionales
- Lindsey Stirling: violinista (pista 2).
- Travis Barker: batería (pista 6).
- Brandon Saller: voz (pista 13).

Producción
- John Feldmann - producción